# Kontinentalkongressen

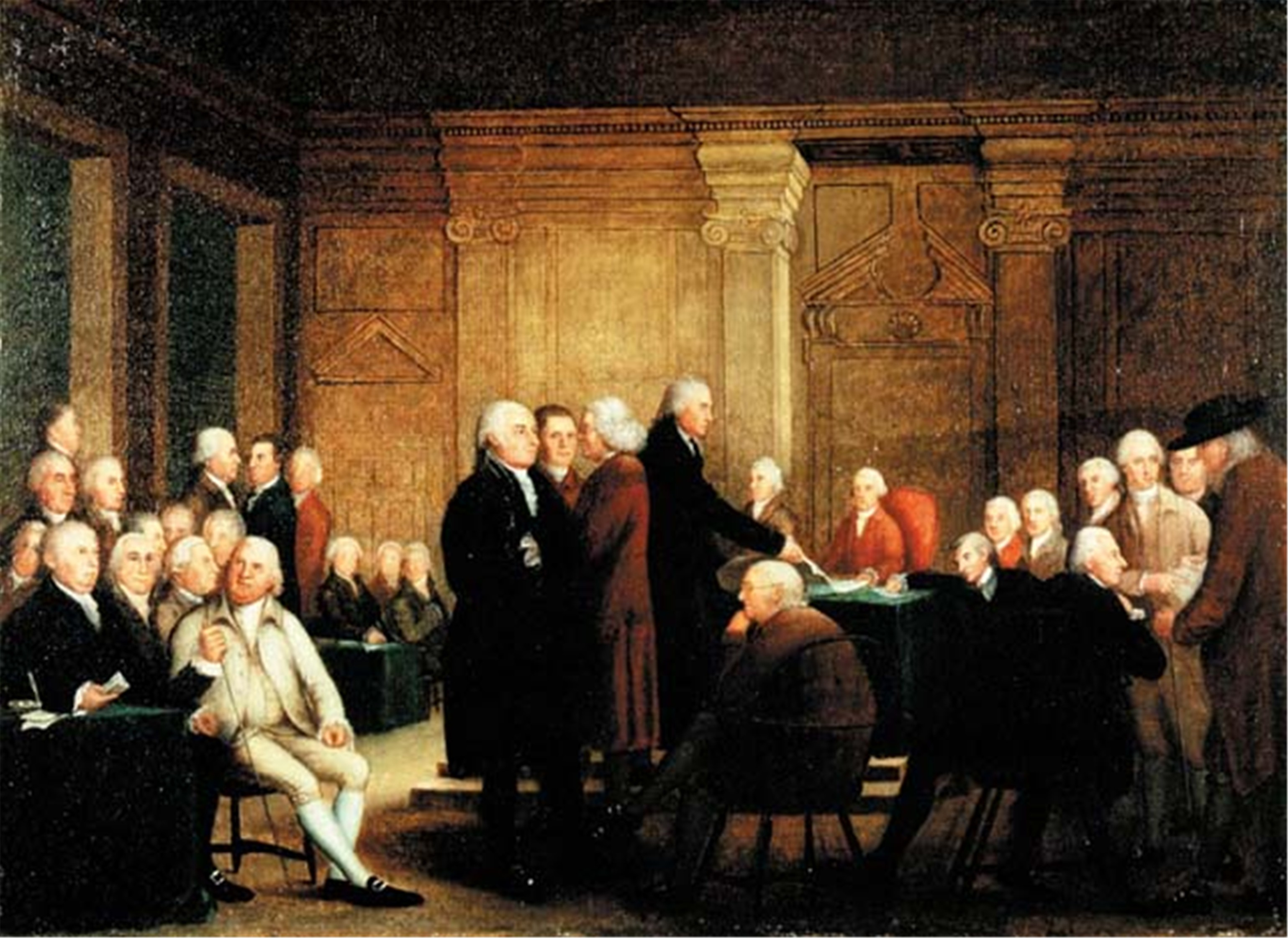
Den andra kontinentalkongressen röstar om USA:s självständighet.

Kontinentalkongressen var den revolutionära församling i de brittiska kolonierna i Nordamerika som fanns från den 5 september 1774 till 1 mars 1781. 
Kontinentalkongressen brukar delas upp i två delar.

## Första kontinentalkongressen
Den första kontinentalkongressen sammanträdde mellan den 5 september 1774 och den 26 oktober 1774. Samtliga kolonier utom Georgia deltog, antingen genom ombud för de lagliga legislaturerna eller genom delegerade från revolutionära församlingar.
Kongressen beslutade om en rättighetsförklaring som tillerkände det brittiska parlamentet befogenhet att bona fide reglera koloniernas yttre handel. Men kongressen förkastade tydligt parlamentets beskattningsrätt och frånkände det även makten att göra några ändringar i koloniernas författningar. De tvångslagar (Intolerable Acts) som utfärdats under 1774 förklarades ogiltiga, och man beslutade om en bojkott av brittiska varor. För att omsätta dessa beslut i handling tillsattes särskilda utskott, som utvidgade den redan bestående revolutionära organisationen. Till sist beslutade kongressen att åter sammanträda i maj månad påföljande år.
Storbritannien besvarade kongressens beslut med att förklara Massachusetts upproriskt. Till straff för bojkottandet av brittiska varor förbjöds kolonierna att driva handel med andra länder än Storbritannien, Irland och Västindien samt att fiska vid Newfoundland. Den 19 april 1775 inleddes det amerikanska frihetskriget i och med slagen vid Lexington och Concord.

## Andra kontinentalkongressen
Den andra kontinentalkongressen sammanträdde från den 10 maj 1775 tills det att man ratificerade konfederationsartiklarna den 1 mars 1781. Då övergick den till att bli konfederationens kongress som satt tills man hade ratificerat den nu gällande amerikanska författningen den 4 mars 1789.
Kongressen 1775 skilde sig väsentligt från den första. Medan denna inskränkt sig till att fatta resolutioner och framställa petitioner, ryckte den nya församlingen till sig hela styrelsemakten, utfärdade lagar och förordningar och drog även försorg om att verkställa dem. Kongressen tog sig an att sätta i gång ett helt nytt statsmaskineri, anknöt underhandlingar med främmande makter, upprättade armé och flotta, utgav pappersmynt, upptog lån, tillsatte verkställande utskott för utländska angelägenheter, finanser och krigsväsen.